# Mammillaria peninsularis
Mammillaria peninsularis ist eine Pflanzenart aus der Gattung Mammillaria in der Familie der Kakteengewächse (Cactaceae). Das Artepitheton peninsularis bedeutet ‚auf einer Halbinsel wachsend‘.

## Beschreibung
Mammillaria peninsularis wächst einzeln oder auch Gruppen bildend, dabei ragen die sukkulenten Pflanzenkörper kaum über die Bodenoberfläche hinaus. Die kugelig abgeflachten Triebe sind blaugrün und bis zu 10 Zentimeter im Durchmesser groß. Die Warzen sind vierkantig, abstehend und zugespitzt. Sie enthalten reichlich Milchsaft. Die Axillen sind anfänglich mit weißer Wolle besetzt, später nackt. Mitteldornen fehlen meist vollständig. Von den 4 bis 8 Randdornen steht meist einer ziemlich zentral und steif. Sie sind hellbraun mit dunkler Spitze und 6 Millimeter lang.
Die hellgelben oder auch grünlichen Blüten werden bis zu 1,5 Zentimeter lang, mit einem gleich großen Durchmesser. Die Früchte sind rot und enthalten braune Samen.

## Verbreitung, Systematik und Gefährdung
Mammillaria peninsularis ist im mexikanischen Bundesstaat Baja California Sur an der südlichsten Spitze der Halbinsel verbreitet.
Die Erstbeschreibung erfolgte 1923 als Neomammillaria peninsularis durch Nathaniel Lord Britton und Joseph Nelson Rose. Charles Russell Orcutt stellte die Art 1926 in die Gattung Mammillaria.
In der Roten Liste gefährdeter Arten der IUCN wird die Art als „Endangered (EN)“, d. h. als stark gefährdet, geführt.

## Nachweise